# شلبی بروس
شلبی بروس (انگلیسی: Shelbie Bruce؛ زادهٔ ۱۲ نوامبر ۱۹۹۲) هنرپیشه اهل ایالات متحده آمریکا است.
از فیلم‌ها یا برنامه‌های تلویزیونی که وی در آن نقش داشته‌است می‌توان به اسپانگلیش اشاره کرد.